# San Fernando (Tungurahua)
San Fernando ist eine Ortschaft und eine Parroquia rural („ländliches Kirchspiel“) im Kanton Ambato der ecuadorianischen Provinz Tungurahua. Die Parroquia besitzt eine Fläche von 106,37 km². Die Einwohnerzahl lag im Jahr 2010 bei 2491.

## Lage
Die Parroquia San Fernando liegt im Anden-Hochtal von Zentral-Ecuador im Nordwesten der Provinz Tungurahua. Der 3250 m hoch gelegene Hauptort befindet sich 13,5 km westlich der Provinzhauptstadt Ambato. Die Parroquia liegt am Nordufer des Río Ambato. Im Westen wird die Parroquia vom Flusslauf des Río Calamanca begrenzt. Im Norden reicht das Gebiet bis zum 4429 m hohen Casahuala.
Die Parroquia San Fernando grenzt im Osten an die Parroquia Pasa, im Süden und im Westen an die Parroquia Pilahuín sowie im Norden an die Provinz Cotopaxi mit den Parroquias Angamarca (Kanton Pujilí) und Cusubamba (Kanton Salcedo).